# Autoaffondamento della flotta tedesca a Scapa Flow
L'autoaffondamento della flotta tedesca ebbe luogo nella base della Royal Navy britannica di Scapa Flow, in Scozia, dopo la conclusione della prima guerra mondiale. La Hochseeflotte (Flotta d'alto mare) era stata infatti internata nella zona in adempimento ai termini dell'armistizio, in attesa che fosse decisa la sorte delle navi. Temendo che le unità venissero divise tra le marine militari delle potenze vittoriose, il comandante tedesco, ammiraglio Ludwig von Reuter, decise di far autoaffondare la flotta.
Il 21 giugno 1919 gli equipaggi iniziarono l'autoaffondamento: le navi britanniche presenti nella base riuscirono a far arenare in acque basse un certo numero di navi, non riuscendo comunque a evitare l'affondamento di 52 unità su 74. Molti dei relitti vennero recuperati negli anni successivi e demoliti. I pochi rimasti sono tuttora frequentati siti di immersioni.

## Premesse
La firma dell'armistizio di Compiègne, l'11 novembre 1918, pose ufficialmente fine alla prima guerra mondiale. Le potenze alleate si erano accordate riguardo alla resa senza condizioni della flotta sottomarina tedesca, ma non avevano ancora raggiunto un'intesa riguardo al destino della Hochseeflotte, che comprendeva le più importanti navi da guerra tedesche. Gli Stati Uniti suggerirono l'internamento della flotta in un porto neutrale fino al raggiungimento di un accordo soddisfacente, ma i Paesi interpellati, la Norvegia e la Spagna, rifiutarono entrambi di ospitare la flotta tedesca. L'ammiraglio britannico Rosslyn Wemyss propose allora di internare le navi a Scapa Flow, con a bordo un equipaggio minimo di marinai tedeschi, sotto la sorveglianza della Grand Fleet.
I termini vennero trasmessi alla Germania il 12 novembre, con l'ordine di preparare la flotta a salpare per il 18 novembre; in caso di rifiuto gli eserciti vittoriosi avrebbero occupato Helgoland. La notte del 15 novembre il contrammiraglio Hugo Meurer, inviato dell'ammiraglio Franz von Hipper, incontrò David Beatty, comandante della Grand Fleet, a bordo della sua ammiraglia, la Queen Elizabeth. Qui i termini della resa vennero discussi in due diversi incontri: gli U-Boot si sarebbero arresi al contrammiraglio Reginald Tyrwhitt a Harwich, sotto il controllo della Harwich Force. La flotta di superficie avrebbe invece raggiunto il Firth of Forth, arrendendosi a Beatty stesso, venendo poi trasferita sotto scorta a Scapa Flow. Dal soddisfacimento di queste condizioni sarebbero dipesi i successivi accordi di pace. Il rappresentante tedesco chiese quindi un rimando del trasferimento, cosciente della situazione della flotta, ancora molto vicina all'aperto ammutinamento, dopo quello già avvenuto di Wilhelmshaven. Dopo la mezzanotte gli accordi vennero quindi firmati.

## La resa della flotta
Le prime unità a effettuare la traversata per consegnarsi nei porti britannici furono gli U-Boot, che iniziarono ad arrivare a Harwich il 20 novembre. In totale si arresero 176 unità. Hipper rifiutò di guidare la sua flotta all'internamento, delegando quindi il compito al contrammiraglio Ludwig von Reuter. La Hochseeflotte incontrò quindi l'incrociatore leggero Cardiff la mattina del 21 novembre, per essere guidata all'incontro con più di 370 navi della Grand Fleet e delle marine militari alleate. In totale giunsero 70 navi; la nave da battaglia König e l'incrociatore leggero Dresden erano invece rimasti indietro a causa di avarie alle macchine, mentre il cacciatorpediniere V30 aveva urtato una mina durante la traversata, affondando.
Le navi tedesche vennero quindi scortate nel Firth of Forth, dove vennero fatte ancorare. Beatty fece quindi trasmettere il segnale:
"La bandiera tedesca sarà ammainata al tramonto di oggi e non più innalzata senza permesso". 
La flotta venne quindi trasferita tra il 25 e il 27 novembre a Scapa Flow: i cacciatorpediniere nella zona di Gutter Sound e le navi maggiori a nord e ovest dell'isola di Cava. In totale vennero internate 74 unità, numero raggiunto in seguito all'arrivo della König e della Dresden il 6 dicembre, insieme al cacciatorpediniere V129, giunto in sostituzione dell'unità affondata. L'ultima unità ad arrivare fu la nave da battaglia Baden il 9 gennaio.
Inizialmente la sorveglianza delle navi internate venne affidata alla Battle Cruiser Force, poi ridotta al singolo Battle Cruiser Squadron, comandati in successione dagli ammiragli Pakenham, Oliver e Keyes. Il 1º maggio la sorveglianza passò al Secondo Squadrone da battaglia della riformata Atlantic Fleet, passando quindi il 18 maggio al Primo Squadrone da battaglia, agli ordine del vice ammiraglio Sydney Fremantle.

## L'internamento

Mappa di Scapa Flow con segnalati i punti di ancoraggio delle navi tedesche

La situazione all'interno della flotta tedesca in cattività a Scapa Flow divenne rapidamente preoccupante. Alla grande demoralizzazione dei marinai si aggiunsero la mancanza di disciplina interna, la cattiva qualità del cibo, la forzata inattività e non ultima la lentezza del servizio postale con la Germania. Il 29 novembre, il secondo in comando della Grand Fleet, ammiraglio Charles Madden, faceva notare in una lettera all'ex superiore e cognato John Jellicoe come gli ordini degli ufficiali tedeschi dovessero ormai essere controfirmati da un comitato di marinai prima di essere eseguiti. Il cibo veniva inviato direttamente dalla Germania due volte al mese e veniva integrato dai marinai con la pesca e la cattura di gabbiani. Completavano la dotazione abbondanti quantità di brandy e la dotazione di 300 sigarette o 75 sigari al mese. I marinai erano confinati sulle proprie navi ed era vietata ogni visita ad altre unità, come la possibilità di scendere a terra. La posta in uscita era censurata fin dall'arrivo delle navi e in seguito iniziò a essere controllata anche quella in arrivo.
Il comando sulle navi internate era affidato al contrammiraglio von Reuter, a bordo della nave da battaglia Friedrich der Grosse. A sua disposizione aveva un drifter della Royal Navy per visitare le navi tedesche e consegnare ordini scritti su questioni urgenti, mentre ufficiali del suo stato maggiore erano autorizzati a visitare le altre navi per organizzare il rimpatrio degli equipaggi. Von Reuter, in cattive condizioni di salute, chiese di trasferire il proprio comando sull'incrociatore leggero Emden il 25 marzo, vista l'iniziativa di un gruppo di marinai, noto come "Guardia Rossa", di colpire le paratie della cabina dell'alto ufficiale durante la notte. Durante i sette mesi di permanenza a Scapa Flow gli uomini al suo comando vennero ridotti dai 20 000 iniziali del mese di novembre, tramite una lunga serie di rimpatri. Il 3 dicembre tornarono in patria 4 000 uomini, altri 6 000 tre giorni dopo e ulteriori 5 000 il 12 dicembre, lasciando a bordo delle navi circa 4 815 uomini. In seguito i rimpatri proseguirono a un ritmo di circa 100 unità al mese.
Alla conferenza di pace di Parigi la sorte delle navi in custodia venne discussa tra le potenze vincitrici. La Francia e l'Italia richiesero un quarto ciascuna della flotta internata, mentre la Gran Bretagna era a favore della distruzione delle navi tedesche, per evitare qualsiasi crescita delle marine militari delle altre potenze. L'articolo XXXI dell'armistizio vietava ai tedeschi di distruggere le proprie navi in qualsiasi caso. Gli ammiragli Beatty e Madden avevano entrambi approvato piani per prendere il controllo delle navi in caso di un tentativo di autoaffondamento, mentre gli ammiragli Keyes e Leveson erano giunti a raccomandare l'internamento degli equipaggi a terra presso Nigg Island, per eliminare del tutto il rischio di sabotaggi. I loro suggerimenti non vennero però messi in atto, mentre nel campo tedesco fin da gennaio von Reuter aveva menzionato la possibilità di autoaffondare la flotta al proprio capo di stato maggiore. Avendo avuto notizia dei possibili termini del trattato di Versailles, nel mese di maggio iniziò quindi una pianificazione minuziosa dell'operazione.

## L'autoaffondamento

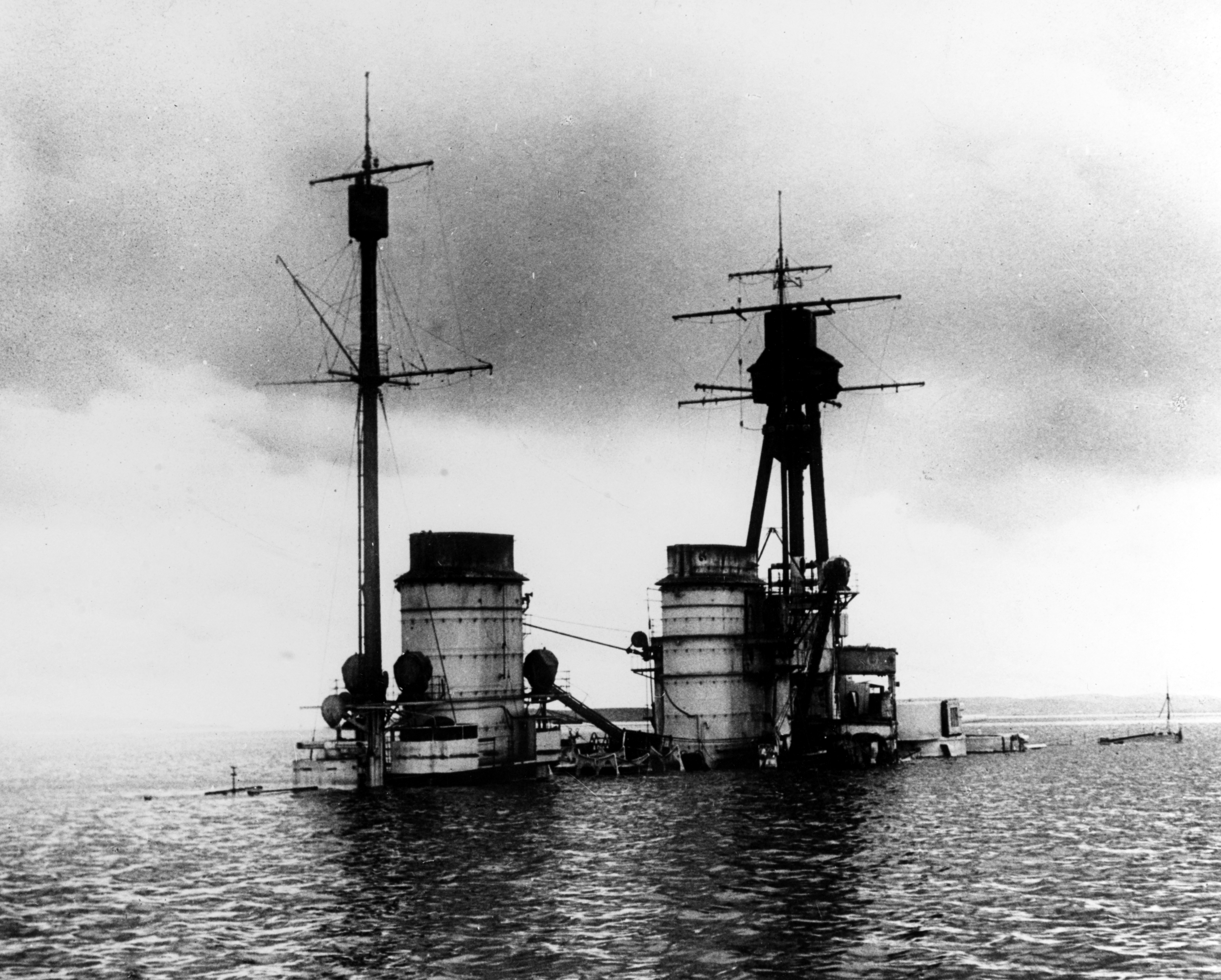
I fumaioli dell'incrociatore da battaglia Classe Derfflinger SMS Hindenburg affiorano dall'acqua dopo l'autoaffondamento

Verso le 10:00 del 21 giugno, von Reuter segnalò alla flotta internata di tenersi pronta in attesa del segnale di autoaffondamento. Circa alle 11:20 venne inviato con le bandiere il segnale: "A tutti gli ufficiali comandanti e capi delle torpediniere. Paragrafo 11 della data di oggi. Ricevuto. Il capo dello Squadrone internato". Il messaggio venne ripetuto anche con segnali luminosi. L'autoaffondamento iniziò immediatamente con l'apertura delle valvole delle navi e la rottura delle condutture interne. Inoltre vennero lasciate aperte le paratie stagne e allentati gli oblò, mentre in alcune unità erano stati praticati dei buchi tra i diversi settori per facilitare e velocizzare l'ingresso dell'acqua.
Fino a mezzogiorno queste operazioni non ebbero effetti visibili; a questo punto la Friedrich der Grosse iniziò a inclinarsi fortemente a dritta, mentre tutte le unità innalzarono la bandiera tedesca sull'albero maestro. Gli equipaggi iniziarono quindi ad abbandonare le navi. Le forze navali britanniche rimaste a Scapa Flow comprendevano tre cacciatorpediniere, uno dei quali in riparazione, sette pescherecci militarizzati e varie imbarcazioni da pesca minori. Le notizie dell'autoaffondamento iniziarono a raggiungere Fremantle alle 12:20: compreso il pericolo, l'ammiraglio cancellò l'esercitazione prevista alle 12:35 e ordinò di fare ritorno alla base alla massima velocità. Le sue navi giunsero però alle 14:30, quando erano ancora a galla solo le principali navi tedesche. Via radio era stato ordinato alle scarse forze presenti di evitare l'affondamento o di far arenare in acque basse le navi prima che fosse troppo tardi. L'ultima nave ad affondare fu l'incrociatore da battaglia Hindenburg, che si inabissò alle 17:00; per quell'ora erano affondate 15 navi principali, mentre solo la Baden si era salvata. Erano inoltre affondati quattro incrociatori e 32 cacciatorpediniere. Nove marinai tedeschi vennero uccisi e circa 16 feriti a bordo delle loro navi per non aver obbedito all'ordine di interrompere l'autoaffondamento dato dalle navi di pattuglia della Royal Navy.
Durante il pomeriggio vennero raggruppati 1 774 marinai tedeschi e trasportati a bordo delle navi da battaglia del Primo Squadrone a Invergordon. Fremantle aveva nel frattempo emanato una direttiva, dichiarando che i tedeschi fossero da trattare come prigionieri di guerra per aver rotto l'armistizio. Vennero quindi avviati al campo d'internamento di Nigg.

## Conseguenze
Delle 74 unità navali tedesche internate a Scapa Flow, 15 delle 16 navi principali, 5 degli 8 incrociatori e 32 dei 50 cacciatorpediniere affondarono. Il resto delle navi o non riuscì nell'autoaffondamento o venne fatto arenare dalle unità britanniche presenti. Queste ultime unità vennero in seguito ripartite tra le marine militari vincitrici, mentre le navi affondate vennero inizialmente lasciate al loro posto, visto che il costo stimato di recupero era troppo alto rispetto alla richiesta di scarti ferrosi, soddisfatta dall'alto numero di navi già avviate a demolizione. Dopo una serie di lamentele delle autorità locali, che facevano presente come i relitti fossero un pericolo per la navigazione, nel 1923 venne formata un'impresa per il recupero, che procedette alla rimozione di quattro cacciatorpediniere.
In questo periodo iniziò a interessarsi al recupero dei relitti Ernest Cox. Dopo aver comprato 26 cacciatorpediniere dall'Ammiragliato, oltre alla Seydlitz e alla SMS Hindenburg, iniziò le operazioni per recuperare le navi affondate, utilizzando un vecchio bacino di carenaggio tedesco modificato appositamente. Nel successivo anno e mezzo vennero recuperate 24 cacciatorpediniere, dopo di che iniziò il lavoro sulle navi maggiori.
| Nome                 | Tipo                      | Affondata/Arenata    | Destino                                                       |
| -------------------- | ------------------------- | -------------------- | ------------------------------------------------------------- |
| Seydlitz             | Incrociatore da battaglia | Affondata alle 13:50 | Recuperata nel novembre 1929                                  |
| Moltke               | Incrociatore da battaglia | Affondata alle 13:10 | Recuperata nel giugno 1927                                    |
| Von der Tann         | Incrociatore da battaglia | Affondata alle 14:15 | Recuperata nel dicembre 1930                                  |
| Derfflinger          | Incrociatore da battaglia | Affondata alle 14:45 | Recuperata nell'agosto 1939                                   |
| Hindenburg           | Incrociatore da battaglia | Affondata alle 17:00 | Recuperata nel luglio 1930                                    |
| Kaiser               | Nave da battaglia         | Affondata alle 13:15 | Recuperata nel marzo 1929                                     |
| Prinzregent Luitpold | Nave da battaglia         | Affondata alle 13:15 | Recuperata nel marzo 1929                                     |
| Kaiserin             | Nave da battaglia         | Affondata alle 14:00 | Recuperata nel maggio 1936                                    |
| Friedrich der Grosse | Nave da battaglia         | Affondata alle 12:16 | Recuperata nel 1937                                           |
| König Albert         | Nave da battaglia         | Affondata alle 12:54 | Recuperata nel luglio 1935                                    |
| König                | Nave da battaglia         | Affondata alle 14:00 | Ancora arenata                                                |
| Großer Kurfürst      | Nave da battaglia         | Affondata alle 13:30 | Recuperata nell'aprile 1938                                   |
| Kronprinz Wilhelm    | Nave da battaglia         | Affondata alle 13:15 | Parzialmente recuperata                                       |
| Markgraf             | Nave da battaglia         | Affondata alle 16:45 | Ancora arenata                                                |
| Baden                | Nave da battaglia         | Arenata              | Trasferita alla Royal Navy, affondata come bersaglio nel 1921 |
| Bayern               | Nave da battaglia         | Affondata alle 14:30 | Recuperata nel settembre 1933                                 |
| Brummer              | Incrociatore              | Affondata alle 13:05 | Parzialmente recuperata                                       |
| Bremse               | Incrociatore              | Affondata alle 14:30 | Recuperata nel novembre 1929                                  |
| Dresden              | Incrociatore              | Affondata alle 13:50 | Parzialmente recuperata                                       |
| Köln                 | Incrociatore              | Affondata alle 13:50 | Parzialmente recuperata                                       |
| Karlsruhe            | Incrociatore              | Affondata alle 15:50 | Parzialmente recuperata                                       |
| Nürnberg             | Incrociatore              | Arenata              | Trasferita alla Royal Navy, affondata come bersaglio nel 1922 |
| Emden                | Incrociatore              | Arenata              | Trasferita alla Marine Nationale, demolita nel 1926           |
| Frankfurt            | Incrociatore              | Arenata              | Trasferita alla US Navy, affondata come bersaglio nel 1921    |
| S32                  | Cacciatorpediniere        | Affondata            | Recuperata nel giugno 1925                                    |
| S36                  | Cacciatorpediniere        | Affondata            | Recuperata nell'aprile 1925                                   |
| G38                  | Cacciatorpediniere        | Affondata            | Recuperata nel settembre 1924                                 |
| G39                  | Cacciatorpediniere        | Affondata            | Recuperata nel luglio 1925                                    |
| G40                  | Cacciatorpediniere        | Affondata            | Recuperata nel luglio 1925                                    |
| V43                  | Cacciatorpediniere        | Arenata              | Trasferita alla US Navy, affondata come bersaglio nel 1921    |
| V44                  | Cacciatorpediniere        | Arenata              | Trasferita alla Royal Navy, demolita nel 1922                 |
| V45                  | Cacciatorpediniere        | Affondata            | Recuperata nel 1922                                           |
| V46                  | Cacciatorpediniere        | Arenata              | Trasferita alla Marine Nationale, demolita nel 1924           |
| S49                  | Cacciatorpediniere        | Affondata            | Recuperata nel dicembre 1924                                  |
| S50                  | Cacciatorpediniere        | Affondata            | Recuperata nell'ottobre 1924                                  |
| S51                  | Cacciatorpediniere        | Arenata              | Trasferita alla Royal Navy, demolita nel 1922                 |
| S52                  | Cacciatorpediniere        | Affondata            | Recuperata nell'ottobre 1924                                  |
| S53                  | Cacciatorpediniere        | Affondata            | Recuperata nell'agosto 1924                                   |
| S54                  | Cacciatorpediniere        | Affondata            | Parzialmente recuperata                                       |
| S55                  | Cacciatorpediniere        | Affondata            | Recuperata nell'agosto 1924                                   |
| S56                  | Cacciatorpediniere        | Affondata            | Recuperata nel giugno 1925                                    |
| S60                  | Cacciatorpediniere        | Arenata              | Trasferita al Giappone, demolita nel 1922                     |
| S65                  | Cacciatorpediniere        | Affondata            | Recuperata nel maggio 1922                                    |
| V70                  | Cacciatorpediniere        | Affondata            | Recuperata nell'agosto 1924                                   |
| V73                  | Cacciatorpediniere        | Arenata              | Trasferita alla Royal Navy, demolita nel 1922                 |
| V78                  | Cacciatorpediniere        | Affondata            | Recuperata nel settembre 1925                                 |
| V80                  | Cacciatorpediniere        | Arenata              | Trasferita al Giappone, demolita nel 1922                     |
| V81                  | Cacciatorpediniere        | Arenata              | Affondata prima di raggiungere i cantieri di demolizione      |
| V82                  | Cacciatorpediniere        | Arenata              | Trasferita alla Royal Navy, demolita nel 1922                 |
| V83                  | Cacciatorpediniere        | Affondata            | Recuperata nel 1923                                           |
| V86                  | Cacciatorpediniere        | Affondata            | Recuperata nel luglio 1925                                    |
| V89                  | Cacciatorpediniere        | Affondata            | Recuperata nel dicembre 1922                                  |
| V91                  | Cacciatorpediniere        | Affondata            | Recuperata nel settembre 1924                                 |
| G92                  | Cacciatorpediniere        | Arenata              | Trasferita alla Royal Navy, demolita nel 1922                 |
| G101                 | Cacciatorpediniere        | Affondata            | Recuperata nell'aprile 1926                                   |
| G102                 | Cacciatorpediniere        | Arenata              | Trasferita alla US Navy, affondata come bersaglio nel 1921    |
| G103                 | Cacciatorpediniere        | Affondata            | Recuperata nel settembre 1925                                 |
| G104                 | Cacciatorpediniere        | Affondata            | Recuperata nell'aprile 1926                                   |
| B109                 | Cacciatorpediniere        | Affondata            | Recuperata nel marzo 1926                                     |
| B110                 | Cacciatorpediniere        | Affondata            | Recuperata nel dicembre 1925                                  |
| B111                 | Cacciatorpediniere        | Affondata            | Recuperata nel marzo 1926                                     |
| B112                 | Cacciatorpediniere        | Affondata            | Recuperata nel febbraio 1926                                  |
| V125                 | Cacciatorpediniere        | Arenata              | Trasferita alla Royal Navy, demolita nel 1922                 |
| V126                 | Cacciatorpediniere        | Arenata              | Trasferita alla Marine Nationale, demolita nel 1925           |
| V127                 | Cacciatorpediniere        | Arenata              | Trasferita al Giappone, demolita nel 1922                     |
| V128                 | Cacciatorpediniere        | Arenata              | Trasferita alla Royal Navy, demolita nel 1922                 |
| V129                 | Cacciatorpediniere        | Affondata            | Recuperata nell'agosto 1925                                   |
| S131                 | Cacciatorpediniere        | Affondata            | Recuperata nell'agosto 1924                                   |
| S132                 | Cacciatorpediniere        | Arenata              | Trasferita alla US Navy, affondata nel 1921                   |
| S136                 | Cacciatorpediniere        | Affondata            | Recuperata nell'aprile 1925                                   |
| S137                 | Cacciatorpediniere        | Arenata              | Trasferita alla Royal Navy, demolita nel 1922                 |
| S138                 | Cacciatorpediniere        | Affondata            | Recuperata nel maggio 1925                                    |
| H145                 | Cacciatorpediniere        | Affondata            | Recuperata nel marzo 1925                                     |
| V100                 | Cacciatorpediniere        | Arenata              | Trasferita alla Marine Nationale, demolita nel 1921           |